# Escoles d'estiu de renovació pedagògica a Catalunya
Les escoles d'estiu, com a impulsores de la renovació pedagògica a Catalunya, són activitats de formació de docents per apropar la renovació dels mètodes pedagògics als mestres i a les aules.

## Història
Aquestes escoles d'estiu s'han vingut organitzant a Catalunya des de principi del segle xx.
El 1903 mestres d'escoles públiques de poblacions de l'Empordà organitzaren les Converses pedagògiques, una experiència de formació permanent autogestionada amb la doble finalitat: ajudar-se mútuament per millorar la seva feina professional i per prestigiar el magisteri públic i afavorir el reconeixement públic de la dimensió social de la seva feina. Es van celebrar converses pedagògiques fins al 1909. No va ser fins al 1914 que es va organitzar la Primera Escola d'Estiu amb la Mancomunitat de Catalunya.
Des del 1914, les escoles d'estiu foren impulsades per les administracions (inicialment la Mancomunitat) o bé directament pels col·lectius de mestres.